# 福島県道123号保原伊達崎桑折線
福島県道123号保原伊達崎桑折線（ふくしまけんどう123ごう ほばらだんざきこおりせん）は、福島県伊達市から伊達郡桑折町に至る一般県道である。

## 路線概要
- 起点：伊達市保原町半道
- 終点：伊達郡桑折町大字上郡字仲丸（上郡交差点）
- 総延長：6.511 km[1]
  - 実延長：5.407 km
- 路線認定年月日：1976年11月16日[2]

### 重用路線
- 福島県道31号浪江国見線（伊達郡桑折町伊達崎字亥ノ林畑（伊達崎橋東詰）～同町伊達崎字平田代）

### 道路施設
猫川橋
- 全長：28.0m
- 幅員：8.2m
- 竣工：1983年[3]

猫川歩道橋
- 全長：28.2m
- 幅員：2.8m
- 竣工：1984年

伊達市保原町字東猫川、字西猫川から字清水町、中瀬字下松一に至り、一級水系阿武隈川水系古川を渡る。橋上は上下対向2車線で供用され歩道はなく、上り線側に人道橋が架けられている。
伊達崎橋

## 通過する自治体
- 福島県
  - 伊達市 - 伊達郡桑折町

## 接続・交差する道路
- 伊達市内
  - 国道349号（起点）
- 桑折町内
  - 福島県道31号浪江国見線 霊山町方面（伊達崎字亥ノ林畑（伊達崎橋東詰））
  - 福島県道31号浪江国見線 国見町方面（伊達崎字平田代）
  - 国道4号（上郡字仲丸 終点）

## 沿線施設
- 伊達市立桃陵中学校